# Agonita luzonica
Agonita luzonica es un insecto coleóptero de la familia Chrysomelidae.
Fue descrita científicamente por primera vez en 1922 por Julius Weise.